# Sturnornis albofrontatus
Sturnornis albofrontatus (лат.) — вид воробьиных птиц из семейства скворцовых. Единственный представитель рода Sturnornis. Ранее помещали в род Sturnus. Эндемики Шри-Ланки.

## Описание
У взрослых птиц длиной 22 см верхняя часть тела темно-серая с зелёным блеском, а нижняя часть беловатая. Голова светлее низа. Самец и самка похожи, но молодые особи более тусклые, с коричневым верхом и более серым низом.

## Образ жизни
Встречаются в высоком лесу, обычно высоко в кронах деревьев. Нормальная кладка — два яйца.
Как и большинство скворцов, этот довольно всеяден, питается фруктами, нектаром и насекомыми.